# Schöneberger Schlossbrauerei
Schöneberger Schlossbrauerei var ett bryggeri i Schöneberg i Berlin som var verksamt 1867-1975.
Schlossbrauerei grundades 1867 av Heinrich Schlegel som Schlegelsche Brauerei och var den första storskaliga industrin i Schöneberg som innan dominerats av dels traditionella jordbruksverksamheter som mindre mejerier och sedan småindustrier. Bryggeriets uppgång följde under Max Fincke från 1886. Namnet kommer från det så kallade jaktslottet på Hauptstrasse. 1871–1975 hade man sin verksamhet på Dominicusstrasse i Schöneberg. 
Schöneberger Schlossbrauerei köptes upp av Berliner Kindl 1954 och fick det nya namnet Berliner Bären-Brauerei. Moderniseringar av bryggeriet följde och på 1960-talet var det Tysklands modernaste. Det lades ner 1975 och bryggeribyggnaderna revs.

### Fotnoter
1. ↑  Winz 1964, s. 102f
2. ↑  Hochhaus für Gerstensaft, Die Zeit